# 山崎怜奈の＃ダレマナ 〜誰かに学びたかったこと〜
『山崎怜奈の#ダレマナ 〜誰かに学びたかったこと〜』（やまざきれなの#ダレマナ だれかにまなびたかったこと）は、インターネット動画配信サイト「GYAO!」で2022年12月8日より2023年3月16日まで毎週木曜日14:55から配信されていたバラエティ番組。山崎怜奈初のインターネット冠番組。

## 概要
山崎怜奈がパーソナリティーを務めるTOKYO FMの番組『山崎怜奈の誰かに話したかったこと。』とタッグを組み、⼭崎怜奈が⽣活の現場で感じるもっと知りたいこと、学びたいことをシェアする番組。日常からほんの少し踏み込んだバラエティー豊かな企画に山崎怜奈が⾃ら学び、挑戦する。

## 配信リスト
| 回 | タイトル                                           | 配信開始 | 配信期限      | ゲスト     |
| -- | -------------------------------------------------- | -------- | ------------- | ---------- |
| 1  | 山崎怜奈の冠番組スタート！初回はクイズ作りに挑戦！ | 12月08日 | 2023年06月7日 | 日髙大介   |
| 2  | 可愛い動物たちに癒やされまくり！？１日飼育員体験！ | 12月15日 | 2023年06月7日 |            |
| 3  | 幼なじみとクリスマスリース作りに挑戦！             | 12月22日 | 2023年06月7日 | 井上小百合 |
| 4  | 幼なじみと作る『ハンバーグプレート』               | 12月29日 | 2023年06月7日 | 井上小百合 |

| 回 | タイトル                                                         | 配信開始 | 配信期限 | ゲスト     |
| -- | ---------------------------------------------------------------- | -------- | -------- | ---------- |
| 5  | 気持ちがお茶に表れる！？ れなち、繊細なお茶立てを体験！          | 01月05日 | 06月7日  |            |
| 6  | れなち、2023年の運勢を占う！〈横浜満喫の旅 前編〉                | 01月12日 | 06月7日  |            |
| 7  | れなち、激イタ足つぼマッサージを体験〈横浜満喫の旅 中編〉        | 01月19日 | 06月7日  |            |
| 8  | れなち、本格ラーメン作りにチャレンジ！〈横浜満喫の旅 後編〉      | 01月26日 | 06月7日  |            |
| 9  | 『オリジナルコンバースシューズ』で個性が爆発！                   | 02月02日 | 06月7日  | 眉村ちあき |
| 10 | 完成が予想できない！？アルコールインクアートで思いのままに表現！ | 02月09日 | 06月7日  | 眉村ちあき |
| -  | 一挙振り返りスペシャル！                                         | 03月02日 | 03月31日 |            |
| 11 | れなち×みるるん まったりガールズトーク！                         | 03月09日 | 03月31日 | 白間美瑠   |
| 12 | 浅草花やしきでれなち＆みるるん 大はしゃぎ！                      | 03月16日 | 03月31日 | 白間美瑠   |